# District de Tân Châu (An Giang)
Tân Châu est une ville de la province d'An Giang du sud-est du Viêt Nam. 

## Géographie
La superficie de Tân Châu est de 175,68 km². 